# Conopophila albogularis
Conopophila albogularis là một loài chim trong họ Meliphagidae.